# Hitlers SS – Förintelsens bödlar
Hitlers SS – Förintelsens bödlar (originaltitel: Hitler's S.S.: Portrait in Evil) är en amerikansk TV-film från 1985 regisserad av Jim Goddard med John Shea, Bill Nighy och David Warner i huvudrollerna.

## Handling
Bröderna Helmut och Karl Hoffman växer upp tillsammans i 1920-talets Tyskland. Men när Adolf Hitler tar makten 1933 delar bröderna inte samma politiska syn. Den naive Karl tror blint på nazismens lovord och med höga förhoppningar går han med i partiet. Samtidigt tvingas den universitetsutbildade brodern Helmut att ta värvning vid Hitlers livvakt, för att inte anklagas för förräderi. Brödernas tillvaro förvandlas till en ren överlevnadskamp när Tredje riket rasar samman runt omkring dem.

## Rollista i urval
| Roll                       | Skådespelare    |
| -------------------------- | --------------- |
| Karl Hoffmann              | John Shea       |
| Helmut Hoffmann            | Bill Nighy      |
| Mitzi Templer              | Lucy Gutteridge |
| Reinhard Heydrich          | David Warner    |
| Heydrichs assistent Becker | Warren Clarke   |
| Ernst Röhm                 | Michael Elphick |
| Farbror Walter             | Stratford Johns |
| Albrecht Hoffman           | Robert Urquhart |
| Ludwig Rosenberg           | José Ferrer     |
| Gerda Hoffman              | Carroll Baker   |
| Den judiske komikern Putzi | Tony Randall    |
| Heinrich Himmler           | John Normington |
| Theodor Eicke              | Derek Newark    |
| Josef Biegler              | Paul Brooke     |
| Adolf Hitler               | Colin Jeavons   |
| Sepp Dietrich              | Bernard Lloyd   |